# Богдановце
Богдановце (словац. Bohdanovce) — село в окрузі Кошиці-околиця Кошицького краю Словаччини. Площа села 5,94 км². Станом на 31 грудня 2016 року в селі проживало 1063 жителі.

## Історія
Перші згадки про село датуються 1335 роком.

## Географія
Протікає річка Грабовець.

## Населення
| Рік:            | 1994. | 2004.   | 2014.   | 2024.    |
| --------------- | ----- | ------- | ------- | -------- |
| Кількість осіб: | 936   | 952     | 1043    | 1176     |
| Різниця:        |       | +1,70 % | +9,55 % | +12,75 % |

| Рік:            | 2023. | 2024.   |
| --------------- | ----- | ------- |
| Кількість осіб: | 1173  | 1176    |
| Різниця:        |       | +0,25 % |